# (3981) Stodola
(3981) Stodola est un astéroïde de la ceinture principale.

## Description
(3981) Stodola est un astéroïde de la ceinture principale. Il fut découvert le 26 janvier 1984 à l'Observatoire Kleť par Antonín Mrkos. Il présente une orbite caractérisée par un demi-grand axe de 3,17 UA, une excentricité de 0,17 et une inclinaison de 2,5° par rapport à l'écliptique.

## Compléments